# タンク (アメリカ合衆国の歌手)
タンク (Tank、1976年1月1日 - )とは、アメリカ合衆国、ワシントンD.C.出身のR&Bシンガーである。本名は、デュレル・バブス。

## 人物
2001年にアルバム『Force of Nature』でデビューを飾り、全米ビルボード200にて初登場7位を記録。最終的に、全米で50万枚上を売り上げ、ゴールドディスクを獲得した。

## ディスコグラフィー

### アルバム
- Force of Nature (2001)
- One Man (2002)
- Sex, Love & Pain (2007)
- Now or Never (2010)
- This Is How I Feel (2012)